# Drymeia sichuanensis
Drymeia sichuanensis är en tvåvingeart som beskrevs av Feng 1999. Drymeia sichuanensis ingår i släktet Drymeia och familjen husflugor.
Artens utbredningsområde är Sichuan (Kina). Inga underarter finns listade i Catalogue of Life.